# Atlamajalcingo del Monte (kommun)
Atlamajalcingo del Monte är en kommun i Mexiko.   Den ligger i delstaten Guerrero, i den sydöstra delen av landet, 240 km söder om huvudstaden Mexico City. Antalet invånare är 5 706. Arean är 199 kvadratkilometer.
Terrängen i Atlamajalcingo del Monte är varierad.
Följande samhällen finns i Atlamajalcingo del Monte:
- Atlamajalcingo del Monte
- Mixtecapa
- Tepecocatlán
- Huehuetepec
- Santa Cruz
- Pie de Tierra Blanca
- Llano de Maguey
- Barrio de Guadalupe
- El Rosario
- San Isidro Labrador
- Tierra Colorada
- Altepec
- Plan de Guadalupe
- Chinameca
- Benito Juárez
- El Manguito
- Piedra Blanca
- Juquila
- Mi Patria es Primero